# Орлово 1-е
Орлово 1-е — деревня в Опочецком районе Псковской области России. Входит в состав Макушинской волости Опочецкого района.
Расположена в 13 км к западу от райцентра, города Опочка, и в 1 км к юго-востоку от волостного центра, деревни Макушино.
Численность населения по состоянию на 2000 год составляла 24 человека, на 2012 год — 11 человек.
До 2006 года входила в состав Петровской волости с центром в д. Макушино.